# Sanada Yukimura
Sanada Yukimura (真田 幸村 (Chân Điền Hạnh Thôn) 1567 — 3 tháng 6 năm 1615), tên đầy đủ là Sanada Saemon-no-suke Nobushige (真田 左衛門佐 信繁 (Chân Điền Tả Vệ Môn Tá Hạnh Thôn)), còn được gọi là Sanada Nobushige (真田信繁 (Chân Điền Tín Phồn)), là một samurai sống vào cuối thời Chiến Quốc tại Nhật Bản. Ông là con của daimyō Sanada Masayuki và là em trai của daimyō Sanada Nobuyuki. Ông kết hôn cùng Akihime, con gái của Otani Yoshitsugu, sinh ra hai người con trai là Daisuke (Yukimura) và Daihachi (Morinobu) cùng nhiều người con gái khác. Ông được daimyō phiên Satsuma Shimazu Tadatsune mệnh danh là "Nhật Bản đệ nhất dũng sĩ".

## Các trận đánh
Năm 1582, khi liên minh Oda-Tokugawa đập tan dòng họ Takeda, Yukimura ban đầu đi theo Oda Nobunaga nhưng sau sự kiện chùa Honnō, ông đi theo Toyotomi Hideyoshi và rất được Hideyoshi trọng dụng. Hideyoshi luôn coi Yukimura như một người thuộc dòng họ Toyotomi (Toyotomi Saemon-no-suke Nobushige).
Khi quân Tokugawa Ieyasu tấn công Uesugi Kagekatsu, dòng họ Sanada cũng tham gia vào trận chiến. Lý do cho đến nay vẫn còn là ẩn số, nhưng có nhiều khả năng Masayuki muốn phô trương uy danh của dòng họ Sanada hoặc là trong thời gian đó Tokugawa Ieyasu đã nghi ngờ sự trung thành của dòng họ Sanada. Năm 1600, Ishida Mitsunari chống lại Ieyasu, Masayuki và Yukimura đã đi theo quân đội phía tây của Mitsunari, còn Nobuyuki thì lại tham gia quân đội phía đông của Tokugawa. Theo giả định thì đây là chủ ý của Masayuki, rằng dù bên nào thắng thì nhà Sanada vẫn tồn tại.
Khi Tokugawa Hidetada đem quân từ Nakasendo tấn công thành Ueda, Yukimura cùng với cha mình đã tử thủ ở thành Ueda. Chỉ với 2000 quân, Yukimura đã đẩy lùi 40.000 quân của Hidetada. Thành Ueda phòng thủ thành công, điều này đã khiến cho Hidetada mất tập trung và sau này không kịp tới tiếp viện được ở trận Sekigahara. Chính điều này đã khiến cho dòng họ Tokugawa rơi vào sự nguy hiểm.
Sau trận Sekigahara, Masayuki và Yukimura đầu hàng nhà Tokugawa, nhưng nhờ Nobuyuki, cha con ông chỉ bị lưu đày ra Kudoyama thuộc vùng Kii. Masayuki mất tại đây năm 1611.Nhà Tokugawa thay Toyotomi tiếp quản quyền Shogun. Quan hệ giữa hai gia tộc Toyotomi và Tokugawa trở nên căng thẳng. Khi trốn thoát khỏi Kudoyama, Yukimura đã tham gia quân của Toyotomi Hideyori ở Osaka theo lời kêu gọi để chuẩn bị cho chiến tranh với dòng họ Tokugawa.
Trong thời gian thành Osaka bị vây hãm, Yukimura với 6.000 tay súng hỏa mai đã lập chiến tuyến phòng thủ ở phía nam thành Osaka, nổi tiếng với tên gọi Sanada Maru. Có một câu chuyện kể rằng, khi quân của Yukimura đang giáp chiến với quân đội của Tokugawa, ông đã một mình một ngựa tiến tới trước trướng của Tokugawa.
Dù với quân số lớn hơn, quân Tokugawa đã không thể hạ được thành Osaka. Ieyasu chuyển sang chiêu dụ quân lính trong thành phá đi chiến tuyến phòng thủ nảy và sau đó chiếm thành, bắt được Yukimura. Cuốn "Cuộc sống của Shogun Tokugawa Ieyasu" có kể lại rằng, khi bị bắt, Yukimura đã la lớn: "Ta là Sanada Yukimura, và ai cũng biết chỉ có ta mới có thể chiến đấu với ngươi đến hơi thở cuối cùng", rối ông chấp nhận bị giết, có người nói ông đã chiến đấu tới chết. Sanada Yukimura được chôn cất tại Osaka.

## Truyền thuyết
Theo truyền thuyết, trong thời gian thành Osaka bị bao vây, đã có 10 vị anh hùng tham chiến được gọi là "Sanada Thập Dũng Sĩ" (tiếng Nhật: 真田十勇士, Jyuyuushi, Jūyūshi), đó là những tốp ninja gồm:
- Sarutobi Sasuke
- Kirigakure Saizo
- Miyoshi Seika
- Miyoshi Isa
- Anayama Kosuke
- Unno Rokuro
- Kakei Juno
- Nezu Jinpachi
- Machizuki Rokuro
- Yuri Kamanosuke